# Bundestagswahlkreis Würzburg
Der Wahlkreis Würzburg (Wahlkreis 250; bis zur Bundestagswahl 2021 Wahlkreis 251) ist seit 1949 ein Bundestagswahlkreis in Bayern. Er umfasst die kreisfreie Stadt Würzburg sowie den Landkreis Würzburg. Der Wahlkreis wurde bisher bei allen Bundestagswahlen von den Direktkandidaten der CSU gewonnen.

## Wahlergebnisse

### Bundestagswahl 2025
Zur Bundestagswahl 2025 am 23. Februar wurden 9 Direktkandidaten und 17 Landeslisten zugelassen.
| Kandidaten                               | Kandidaten               | Parteien/Listen     | Erststimmen | Erststimmen | Zweitstimmen | Zweitstimmen |
| Kandidaten                               | Kandidaten               | Parteien/Listen     | Stimmen     | %           | Stimmen      | %            |
| ---------------------------------------- | ------------------------ | ------------------- | ----------- | ----------- | ------------ | ------------ |
|                                          | Hülya Dübergewählt im WK | CSU                 | 74.909      | 39,1        | 68.556       | 35,7         |
|                                          | Katharina Räth           | SPD                 | 26.348      | 13,8        | 25.877       | 13,5         |
|                                          | Jessica Hecht            | GRÜNE               | 36.590      | 19,1        | 31.416       | 16,4         |
|                                          | Andrew Ullmann           | FDP                 | 8.009       | 4,2         | 8.492        | 4,4          |
|                                          | Federico Beck            | AfD                 | 24.815      | 13,0        | 25.961       | 13,5         |
|                                          | Duncan Seitz             | FREIE WÄHLER        | 5.704       | 3,0         | 4.455        | 2,3          |
|                                          | Aaron Valent             | Die Linke           | 9.764       | 5,1         | 15.639       | 8,2          |
|                                          | Anna Kämmerer            | dieBasis            | 2.083       | 1,1         | 851          | 0,4          |
|                                          | –                        | Tierschutzpartei    | –           | –           | 1.491        | 0,8          |
|                                          | –                        | Die PARTEI          | –           | –           | 717          | 0,4          |
|                                          | –                        | ÖDP                 | –           | –           | 628          | 0,3          |
|                                          | –                        | BP                  | –           | –           | 161          | 0,1          |
|                                          | Christoph Schröder       | Volt                | 3.178       | 1,7         | 1.922        | 1,0          |
|                                          | –                        | PdH                 | –           | –           | 176          | 0,1          |
|                                          | –                        | MLPD                | –           | –           | 29           | 0,0          |
|                                          | –                        | BÜNDNIS DEUTSCHLAND | –           | –           | 166          | 0,1          |
|                                          | –                        | BSW                 | –           | –           | 5.318        | 2,8          |
| Gesamt                                   | Gesamt                   | Gesamt              | 191.400     | 100         | 191.855      | 100          |
|                                          |                          |                     |             |             |              |              |
| Ungültige Stimmen                        | Ungültige Stimmen        | Ungültige Stimmen   | 1.014       | 0,5         | 559          | 0,3          |
| Wähler                                   | Wähler                   | Wähler              | 192.414     | 86,4        | 192.414      | 86,4         |
| Wahlberechtigte                          | Wahlberechtigte          | Wahlberechtigte     | 222.633     |             | 222.633      |              |
|                                          |                          |                     |             |             |              |              |
| Quellen: Die Bundeswahlleiterin, Stimmen |                          |                     |             |             |              |              |

Kursive Direktkandidaten kandidieren nicht für die Landesliste, kursive Parteien treten ohne Landesliste an.

### Bundestagswahl 2021
Zur Bundestagswahl 2021 am 26. September wurden 10 Direktkandidaten und 26 Landeslisten zugelassen.
| Kandidaten                               | Kandidaten                  | Parteien/Listen      | Erststimmen | Erststimmen | Zweitstimmen | Zweitstimmen |
| Kandidaten                               | Kandidaten                  | Parteien/Listen      | Stimmen     | %           | Stimmen      | %            |
| ---------------------------------------- | --------------------------- | -------------------- | ----------- | ----------- | ------------ | ------------ |
|                                          | Paul Lehriedergewählt im WK | CSU                  | 67.651      | 36,9        | 55.957       | 30,3         |
|                                          | Freya Altenhöner            | SPD                  | 33.125      | 18,1        | 37.079       | 20,1         |
|                                          | –                           | AfD                  | 12.220      | 6,7         | –            | –            |
|                                          | Andrew Ullmann              | FDP                  | 19.414      | 10,6        | 19.230       | 10,4         |
|                                          | Sebastian Hansen            | GRÜNE                | 36.295      | 19,8        | 35.634       | 19,3         |
|                                          | Simone Barrientos           | DIE LINKE            | 7.522       | 4,1         | 7.027        | 3,8          |
|                                          | Robert Starosta             | FREIE WÄHLER         | 9.440       | 5,1         | 6.871        | 3,7          |
|                                          | Stefanie Wierlemann         | ÖDP                  | 2.501       | 1,4         | 1.098        | 0,6          |
|                                          | -                           | Tierschutzpartei     | –           | –           | 2.091        | 1,1          |
|                                          | -                           | BP                   | –           | –           | 279          | 0,2          |
|                                          | –                           | Die PARTEI           | –           | –           | 1.431        | 0,8          |
|                                          | -                           | PIRATEN              | –           | –           | 665          | 0,4          |
|                                          | –                           | NPD                  | –           | –           | 115          | 0,1          |
|                                          | –                           | V-Partei³            | –           | –           | 216          | 0,1          |
|                                          | –                           | Gesundheitsforschung | –           | –           | 233          | 0,1          |
|                                          | -                           | MLPD                 | –           | –           | 27           | 0,0          |
|                                          | –                           | DKP                  | –           | –           | 39           | 0,0          |
|                                          | Robert Kurt Hämmelmann      | dieBasis             | 4.898       | 2,7         | 2.310        | 1,3          |
|                                          | –                           | Bündnis C            | –           | –           | 125          | 0,1          |
|                                          | –                           | III. Weg             | –           | –           | 64           | 0,0          |
|                                          | -                           | du.                  | –           | –           | 133          | 0,1          |
|                                          | -                           | LKR                  | –           | –           | 41           | 0,0          |
|                                          | Thomas Herter               | Die Humanisten       | 774         | 0,4         | 307          | 0,2          |
|                                          | –                           | Team Todenhöfer      | –           | –           | 433          | 0,2          |
|                                          | -                           | UNABHÄNGIGE          | –           | –           | 401          | 0,2          |
|                                          | –                           | Volt                 | –           | –           | 676          | 0,4          |
|                                          | Horst Michael Schürer       | Einzelbewerber       | 1.884       | 1,0         | –            | –            |
| Gesamt                                   | Gesamt                      | Gesamt               | 183.504     | 100         | 184.702      | 100          |
|                                          |                             |                      |             |             |              |              |
| Ungültige Stimmen                        | Ungültige Stimmen           | Ungültige Stimmen    | 2.155       | 1,2         | 957          | 0,5          |
| Wähler                                   | Wähler                      | Wähler               | 185.659     | 82,5        | 185.659      | 82,5         |
| Wahlberechtigte                          | Wahlberechtigte             | Wahlberechtigte      | 224.907     |             | 224.907      |              |
|                                          |                             |                      |             |             |              |              |
| Quellen: Die Bundeswahlleiterin, Stimmen |                             |                      |             |             |              |              |

Kursive Direktkandidaten kandidieren nicht für die Landesliste, kursive Parteien sind nicht Teil der Landesliste.

### Bundestagswahl 2017
Zur Bundestagswahl 2017 am 24. September wurden 8 Direktkandidaten und 21 Landeslisten zugelassen.
| Direktkandidat         | Partei               | Erststimmen in % | Zweitstimmen in % |
| ---------------------- | -------------------- | ---------------- | ----------------- |
| Paul Lehrieder         | CSU                  | 42,2             | 37,2              |
| Eva Maria Linsenbreder | SPD                  | 18,7             | 17,7              |
| Martin Heilig          | GRÜNE                | 14,0             | 13,0              |
| Andrew Ullmann         | FDP                  | 8,0              | 10,3              |
| Thomas Thiel           | AfD                  | 7,7              | 8,7               |
| Simone Barrientos      | Die Linke            | 5,6              | 7,1               |
| -                      | FREIE WÄHLER         | -                | 1,4               |
| -                      | PIRATEN              | -                | 0,4               |
| Raimund Binder         | ÖDP                  | 1,7              | 0,7               |
| -                      | BP                   | -                | 0,2               |
| -                      | NPD                  | -                | 0,2               |
| -                      | Tierschutzpartei     | -                | 1,0               |
| -                      | MLPD                 | -                | 0,0               |
| -                      | Büso                 | -                | 0,0               |
| -                      | BGE                  | -                | 0,2               |
| -                      | DiB                  | -                | 0,2               |
| -                      | DKP                  | -                | 0,0               |
| -                      | DM                   | -                | 0,3               |
| Andrea Kübert          | Die PARTEI           | 2,1              | 1,1               |
| -                      | Gesundheitsforschung | -                | 0,1               |
| -                      | V-Partei³            | -                | 0,2               |

### Bundestagswahl 2013
| Direktkandidat   | Partei       | Erststimmen in % | Zweitstimmen in % |
| ---------------- | ------------ | ---------------- | ----------------- |
| Paul Lehrieder   | CSU          | 48,9             | 44,9              |
| Homaira Mansury  | SPD          | 25,5             | 22,5              |
| Joachim Spatz    | FDP          | 3,2              | 5,1               |
| Martin Heilig    | GRÜNE        | 10,0             | 11,7              |
| Doris Dörnhöfer  | Die Linke    | 3,3              | 4,0               |
| Michael Hartrich | PIRATEN      | 2,5              | 2,4               |
| Ralf Mynter      | NPD          | 0,9              | 0,6               |
| Raimund Binder   | ÖDP          | 1,2              | 0,8               |
| Torsten Heinrich | AfD          | 2,9              | 3,9               |
| Helmut Suntheim  | Freie Wähler | 1,7              | 1,8               |
|                  | Sonstige     | –                |                   |

### Bundestagswahl 2009
| Direktkandidat   | Partei                | Erststimmen in % | Zweitstimmen in % | Bundestagswahl 2005 Zweitstimmen in % |
| ---------------- | --------------------- | ---------------- | ----------------- | ------------------------------------- |
| Paul Lehrieder   | CSU                   | 44,0             | 38,8              | 47,2                                  |
| Marion Reuther   | SPD                   | 23,3             | 18,7              | 27,9                                  |
| Patrick Friedl   | Bündnis 90/Die Grünen | 13,0             | 14,4              | 11,2                                  |
| Joachim Spatz    | FDP                   | 10,2             | 13,8              | 9,6                                   |
| -                | REP                   | -                | 1,5               | 2,4                                   |
| Holger Grünwedel | Die Linke             | 5,6              | 6,3               | 3,9                                   |
| Ralf Mynter      | NPD                   | 1,4              | 0,8               | 0,5                                   |
| -                | PBC                   | -                | 0,1               | 0,3                                   |
| -                | BP                    | -                | 0,3               | 0,2                                   |
| Markus Heurung   | PIRATEN               | 2,2              | 2,5               | -                                     |
| -                | ödp                   | -                | 0,8               | -                                     |
| -                | BüSo                  | -                | 0,0               | 0,1                                   |
| -                | FAMILIE               | -                | 0,6               | 0,6                                   |
| -                | MLPD                  | -                | 0,0               | 0,0                                   |
| -                | Die Tierschutzpartei  | -                | 0,7               | -                                     |
| -                | RRP                   | -                | 0,5               | -                                     |
| -                | CM                    | -                | 0,1               | 0,0                                   |

## Wahlkreissieger seit 1949
| Wahl | Name             | Partei |
| ---- | ---------------- | ------ |
| 1949 | Wilhelm Laforet  | CSU    |
| 1953 | Karl Alfred Kihn | CSU    |
| 1957 | Karl Alfred Kihn | CSU    |
| 1961 | Linus Memmel     | CSU    |
| 1965 | Linus Memmel     | CSU    |
| 1969 | Linus Memmel     | CSU    |
| 1972 | Linus Memmel     | CSU    |
| 1976 | Wolfgang Bötsch  | CSU    |
| 1980 | Wolfgang Bötsch  | CSU    |
| 1983 | Wolfgang Bötsch  | CSU    |
| 1987 | Wolfgang Bötsch  | CSU    |
| 1990 | Wolfgang Bötsch  | CSU    |
| 1994 | Wolfgang Bötsch  | CSU    |
| 1998 | Wolfgang Bötsch  | CSU    |
| 2002 | Wolfgang Bötsch  | CSU    |
| 2005 | Paul Lehrieder   | CSU    |
| 2009 | Paul Lehrieder   | CSU    |
| 2013 | Paul Lehrieder   | CSU    |
| 2017 | Paul Lehrieder   | CSU    |
| 2021 | Paul Lehrieder   | CSU    |

## Wahlkreisgeschichte
| Wahl      | Wahlkreisname | Gebiet                                                                              |
| --------- | ------------- | ----------------------------------------------------------------------------------- |
| 1949      | 40 Würzburg   | Stadt Würzburg, Landkreis Würzburg, Landkreis Ochsenfurt, Landkreis Marktheidenfeld |
| 1953–1961 | 235 Würzburg  | Stadt Würzburg, Landkreis Würzburg, Landkreis Ochsenfurt, Landkreis Marktheidenfeld |
| 1965–1972 | 237 Würzburg  | Stadt Würzburg, Landkreis Würzburg, Landkreis Ochsenfurt                            |
| 1976–1998 | 237 Würzburg  | Stadt Würzburg, Landkreis Würzburg                                                  |
| 2002–2005 | 252 Würzburg  | Stadt Würzburg, Landkreis Würzburg                                                  |
| 2009–2021 | 251 Würzburg  | Stadt Würzburg, Landkreis Würzburg                                                  |
| 2025–     | 250 Würzburg  | Stadt Würzburg, Landkreis Würzburg                                                  |